# Arthur Compton

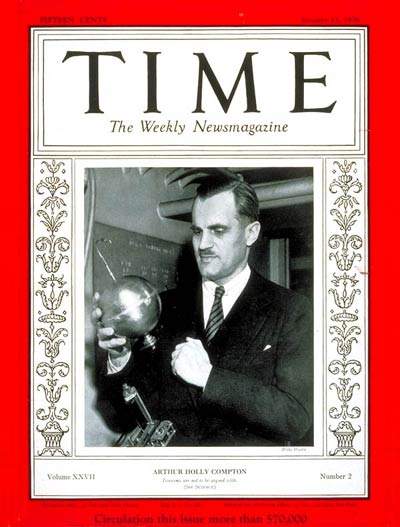
Arthur Holly Compton trên trang bìa tạp chí Time ngày 13 tháng 1 năm 1936

Arthur Compton (10 tháng 9 năm 1892 – 15 tháng 3 năm 1962) là một nhà vật lý người Mỹ. Ông đoạt Giải Nobel Vật lý năm 1927 cùng với Charles Wilson cho khám phá của ông về hiệu ứng Compton—hiện tượng mô tả tính chất hạt của bức xạ điện từ. Ông đã làm hiệu trưởng Đại học Washington ở St Louis 1945-1953.
Arthur Compton sinh ra ở Wooster, Ohio vào năm 1892 trong gia đình Elias và Otelia Compton. Họ là một gia đình học tập. Cha của ông Elias là hiệu trưởng Đại học Wooster (sau này là The College of Wooster), mà Arthur theo học, và cũng có thể trở thành một thành viên của Alpha Tau Omega Fraternity. Cả anh trai Karl của ông cũng học ở Wooster Đại học, đã trở thành một nhà vật lý, và sau đó là chủ tịch của MIT.